# Institut d'Arquitectura Avançada de Catalunya
L'Institut d'Arquitectura Avançada de Catalunya (IAAC) és un centre de recerca, educació, producció i divulgació, dedicat al desenvolupament d'una arquitectura que faci front als desafiaments mundials de l'hàbitabilitat a la nostra societat a principis del segle XXI.
Situat al barri del Poblenou, al carrer Pujades 102, en ple Districte 22@ de Barcelona, l'IAAC neix l'any 2003 amb la voluntat i l'objectiu de convertir-se en un ‘think tank’, capaç de crear pensament i fer recerca pràctica per tal d'influir en l'arquitectura i l'urbanisme, i en la legislació i l'economia que giren al seu voltant. L'IAAC, que s'ha constituït com a fundació privada sense ànim de lucre, és fruit d'un acord entre el grup d'arquitectes de 'Metàpolis' i la Conselleria de Política Territorial de la Generalitat de Catalunya, que finança l'IAAC amb un milió d'euros l'any.
IAAC s'inspira en els valors de la ciutat de Barcelona, seleccionada per la UNESCO com a capital mundial de l'arquitectura per al 2026, anys en què també acollirà el Congrés de la Unió Internacional d'Arquitectes (UIA), capital de l'arquitectura i el disseny, on es va inventar l'urbanisme i on una recerca local d'alta qualitat i orientada a la innovació es connecta a una xarxa internacional d'excel·lència en els àmbits tecnològic, arquitectònic i social.
L'Institut d’Arquitectura Avançada de Catalunya participa en diversos projectes europeus, entre els quals es troben projectes del programa Horitzó 2020, del programa Europa Creativa i del programa Erasmus de la UE. Des de la seva creació l'IAAC ha format part de diverses iniciatives de recerca europees que han desenvolupat innovacions en el marc de l'arquitectura, l'urbanisme, les ciutats intel·ligents i l'apoderament ciutadà a través de la tecnologia. L'IAAC ha dut a terme tots aquests projectes formant part d'una xarxa de més de 90 socis europeus.
L'any 2023 el projecte 'Tova', de l'Institut d’Arquitectura Avançada de Catalunya (IAAC), fou guardonat per la Comissió Europea, que el va reconèixer com un dels cinc màxims premis entre els quinze guanyadors en els 'New European Bauhaus (NEB) Prizes 2023' en la categoria ‘Donar forma a un ecosistema industrial circular i donar suport al pensament del cicle de vida’.